# Salem Rijaj Essayah
Salem Rijaj Essayah (* 21. Mai 1998) ist eine libysche Leichtathletin, die im Kugelstoßen, Diskuswurf und im Hammerwurf an den Start geht und in allen Disziplinen Inhaberin des Landesrekordes ist.

## Sportliche Laufbahn
Erste Erfahrungen bei internationalen Meisterschaften sammelte Salem Rijaj Essayah im Jahr 2016, als sie bei den Arabischen Juniorenmeisterschaften in Tlemcen mit einer Weite von 51,58 m die Goldmedaille im Diskuswurf gewann und mit 50,92 m auch im Hammerwurf siegte. Anschließend gewann sie bei den U23-Mittelmeer-Meisterschaften in Tunis mit 52,04 m die Silbermedaille im Diskuswurf hinter der Spanierin Andrea Alarcón. Im Jahr darauf gewann sie bei den Juniorenafrikameisterschaften in Tlemcen mit 49,09 m die Silbermedaille im Hammerwurf. 2021 siegte sie mit 50,36 m bei den Arabischen Meisterschaften in Radès im Diskuswurf und sicherte sich mit 11,57 m die Bronzemedaille im Kugelstoßen hinter der Tunesierin Nada Chroudi und Zainab Zeroual aus Marokko. Auch bei den Arabischen Meisterschaften 2023 in Marrakesch siegte sie mit 51,50 m im Diskuswurf und belegte im Kugelstoßen mit 11,48 m den vierten Platz. Kurz darauf sicherte sie sich bei den Panarabischen Spielen in Algier mit 47,30 m die Silbermedaille im Diskuswurf hinter der Algerierin Nabila Bounab. 2025 siegte sie bei den Arabischen Meisterschaften in Oran mit 51,09 m im Diskusbewerb.

## Persönliche Bestleistungen
- Kugelstoßen: 11,57 m, 20. Juni 2021 in Radès (libyscher Rekord)
- Diskuswurf: 52,04 m, 4. Juni 2016 in Tunis (libyscher Rekord)
- Hammerwurf: 50,92 m, 7. Mai 2016 in Tlemcen (libyscher Rekord)